# Urdnot Wrex
Urdnot Wrex (Wrex Urdnot se consideriamo l'ordine prenome-cognome) è un personaggio immaginario del mondo di Mass Effect di BioWare, che funge da compagno di squadra nel primo capitolo della trilogia di Mass Effect. Presentato come un mercenario esperto, il suo ruolo cambia in Mass Effect 2 e Mass Effect 3, dove è il leader del suo clan di nascita in espansione, il clan Urdnot, ed eventuale capo di stato. Dopo oltre 1000 anni di apatia senza scopo, Wrex cerca di riportare la speranza al suo popolo e invertire la piaga genocida posta su di loro dai Salarian.

## Caratteristiche
Famoso cacciatore di taglie e mercenario, Wrex è uno degli ultimi maestri della battaglia, guerrieri rari che possono combinare abilità biotiche con armi e tattiche avanzate. Wrex guadagnò rapidamente fama per i suoi poteri e dopo essere divenuto famoso, divenne il leader del suo clan di nascita, il clan Urdnot in giovane età, diventando così il più giovane a cui è stato concesso l'onore in 1000 anni.
A seguito della genofagia dei Krogan, Wrex voltò le spalle al suo popolo quando venne tradito da suo padre, un signore della guerra che voleva riprendere la guerra civile, tentò di ucciderlo dopo un finto tentativo di riconciliazione. Wrex fuggì dopo averlo ucciso. Nel corso degli ultimi tre secoli, Wrex lavorò come guardia del corpo, mercenario e cacciatore di taglie. Lavorò con Saren Arterius come mercenario, avvertendo immediatamente qualcosa di molto preoccupante nel turian, lasciando il contratto senza nemmeno aspettare di essere pagato, evitando così la morte come tutti gli altri mercenari che lavorarono per Saren. Nonostante il suo aspetto minaccioso, Wrex raramente perde la pazienza. Allo stesso modo, non esprime molto spesso i suoi pensieri, ma quando li condivide, tutti lo ascoltano poiché la semplice minaccia della sua rabbia è sufficiente per convincerli ad ascoltarlo.

### Aspetto

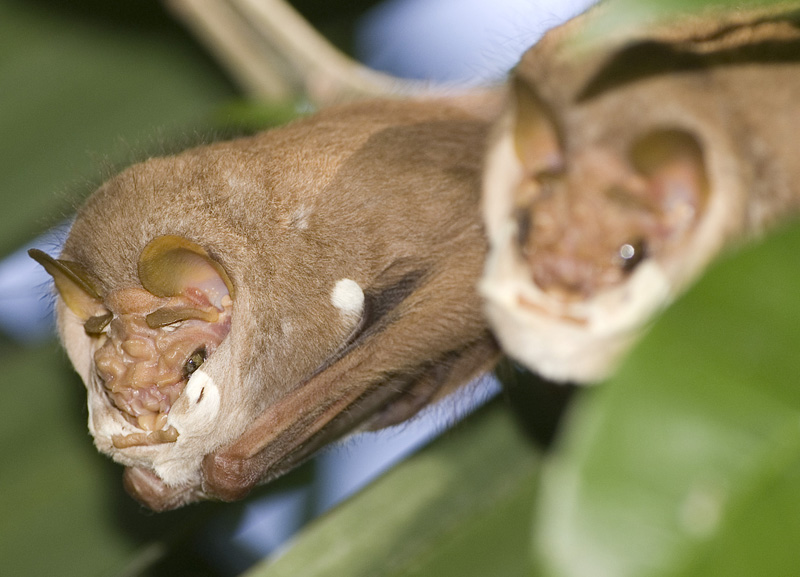
I volti dei krogan si basano su quello dei pipistrelli Centurio senex.

Per distinguere Wrex dagli altri krogan, gli ideatori aggiunsero del colore rosso e delle profonde cicatrici nella testa. Le stesse cicatrici ci dimostrano la sua esperienza in battaglia.

## Storia

### Mass Effect: Foundation
Wrex appare nel secondo numero del fumetto, che racconta la storia del suo tentativo iniziale di eliminare Fist per conto dell'Ombra nel primo capitolo della trilogia.

### Mass Effect
Un cacciatore di taglie, Wrex viene assunto dall'Ombra per assassinare Fist, un ex agente che aveva disertato con lo spettro del Consiglio, Saren. Wrex viene visto per la prima volta tentare di farsi strada attraverso l'antro di Chora, un locale dove Fist possiede il suo ufficio, ma senza successo. Più tardi, il comandante Shepard lo incontrerà nella sede dell'SSC e gli proporrà di unirsi con lui. Wrex accetta di unirsi, poiché condividono un obiettivo comune, trovare Fist. Una volta trovato, Fist rivelò che una quarian, che aveva informazioni su Saren, stava per essere uccisa. Ottenute le informazioni Wrex ucciderà Fist. Una volta nella squadra, Wrex trascorrerà il suo tempo nella stiva della Normandy. Nelle conversazioni con Shepard, parla di come era un "maestro di battaglia", grado che lo tiene in grande considerazione nell'esercito krogan, ma le continue guerre tra clan del pianeta natale krogan, Tuchanka, prolungate a causa della genofagia, e il tradimento del padre, furono il motivo per l'abbanono del pianeta natale. Wrex rivela anche di aver lavorato con Saren, ma durante la missione con lui, Wrex si sentì a disagio e se ne andò. Il suo disagio si dimostrò accurato, poiché tutti gli altri che Saren aveva assunto per la missione finirono per morire.
Durante la missione su Virmire, il maggiore salarian Kirrahe rivela a Shepard che Saren ha creato una struttura di clonazione, intesa a cercare di curare la genofagia dei krogan, un'arma biologica creata dagli stessi salarian per diminuire la fertilità, evitando così una possibile guerra dei krogan contro altre specie. Quando Kirrahe parla di distruggere la struttura, Wrex protesta con veemenza. Shepard quindi, invitato dal maggiore salarian, affronta Wrex, cercando di farlo ragionare con lui sulla necessità di distruggere la struttura. Questo fa sì che Wrex punti il suo fucile a pompa su Shepard. A questo punto, in base alle scelte del giocatore, Shepard può sia convincere Wrex che i cloni krogan saranno solo schiavi dell'esercito di Saren - con cui Wrex sarà d'accordo - oppure Wrex rifiuterà di essere convinto, e Shepard o Ashley Williams sarà costretto ad ucciderlo.

### Mass Effect 2
Il personaggio ritorna in Mass Effect 2 in base alle scelte del giocatore nel fumetto interattivo iniziale, o, se viene importato un salvataggio, in base alle scelte effettuate nel primo capitolo, scegliendo di lasciarlo in vita nella missione su Virmire, sebbene non sia disponibile come membro della squadra. A capo del suo clan di nascita, il clan Urdnot, quando Shepard raggiungerà Tuchanka, Wrex lo saluterà calorosamente. Rivelerà che ha unito molti clan krogan sotto il clan Urdnot, e sta istigando riforme come leader per prevenire l'eventuale distruzione dei krogan, cercando di riunirli. Se il giocatore esegue la missione di lealtà di Grunt, che prevede di farlo entrare nel clan, Shepard parlerà con Wrex e dovrà quindi aiutare Grunt nel suo "rito di passaggio". Nella missione di lealtà di Mordin, indicherà Shepard un ricognitore con cui parlare per la scomparsa dell'alliveo del professore Solus. Se il giocatore scegliesse nel fumetto interattivo la morte di Wrex a Virmire, al suo posto apparirà il suo fratellastro, tradizionalista e più assetato di sangue, contrario alle riforme di Wrex.

### Mass Effect 3
Se è presente un salvataggio in cui Wrex è vivo ed è stato reclutato, apparirà nel terzo gioco della trilogia come il capo dei krogan e prenderà parte ad una serie di missioni per curare la genofagia.
Al fine di costruire forze per la lotta contro i Razziatori, i turian chiedono aiuto al krogan nel respingerli a Palaven. Attraverso le sue connessioni, Wrex scopre che i salarian hanno femmine fertili tenute prigioniere e che sono immuni alla genofagia, chiedendo il loro rilascio per aiutare i turian. Viaggia con Shepard nel pianeta dei salarian, Sur'Kesh, Trovando solo una sola femmina di nome "Eva". Wrex rimane a bordo della Normandy mentre lo scienziato salarian (Mordin o Padok Wiks) sintetizza una cura dai loro tessuti. A seconda che Shepard abbia scelto di salvare o cancellare i dati sulla cura del genofagia di Maelon, l'allievo disperso che verrà ritrovato completando la missione di lealtà di Mordin su Mass Effect 2, Wrex può essere aperto e amichevole con Shepard, o freddo e brusco. Se Shepard rivela il sabotaggio salarian, Wrex esprime gratitudine e ribadisce la sua fiducia in Shepard. Prima della battaglia, proclama Shepard come un campione del popolo krogan, amico del clan Urdnot, un fratello/sorella (in base alla scelta del sesso del comandante Shepard) per lui e che tutti i krogan nati dopo quel giorno conosceranno il nome Shepard come "eroe". Durante lo stand finale sulla Terra, Wrex sarà presente con le truppe krogan.

#### DLCCitadel
Nel DLC Citadel, Wrex diventa membro della squadra per la durata della missione, a condizione che sia vivo e che Shepard abbia scelto di curare la genofagia. Più tardi, quando lo incontra al bar, Wrex esprime stanchezza per essere continuamente perseguitato da orde di femmine krogan. Dato che ora sono fertili e che vogliono che la loro prima progenie sia forte, Wrex è un candidato popolare per la riproduzione.
Se Shepard riesce a sabotare la cura, Wrex scoprirà l'inganno e si confronterà con Shepard, per poi essere ucciso dalle forze di C-Sec, ma non prima di ritirare del tutto il supporto dei krogan dallo sforzo bellico contro i Razziatori.
Se il giocatore sceglierà la sua morte a Virmire, nel terzo capitolo Wrex sarà sostituito dal fratellastro, a capo del clan Urdot in Mass Effect 2, Wreav. A differenza di Wrex, se Shepard scegliesse di sabotare la cura della genofagia, Wreav non sarà abbastanza intelligente da vedere attraverso l'inganno.

## Recensione
Al rilascio del videogioco, Wrex ha ricevuto una ricezione positiva. In un elenco di 50 personaggi, Gameplayer lo ha definito il sesto miglior personaggio Xbox, elogiando "il suo approccio senza fronzoli, la testa fredda e i discorsi toccanti". Tom Francis, scrivendo per PC Gamer, ha espresso di voler vedere Wrex tra i personaggi di ritorno in Mass Effect 3, notando la sua popolarità di Wrex nel pronunciare "Shepard" in vari meme. In un articolo per Game Informer, Jeff Marchiafava nominò  Wrex come personaggio che avrebbe portato in giro per il ringraziamento.  Lucas Sullivan di GamesRadar lo definì come un esempio di "Grizzled Veteran".  Shamus Young di Escapist Magazine lo definì un esempio del "Berzerker", che è uno dei tanti tropi secondo cui gli scrittori di BioWare amano fare affidamento.
Official Xbox Magazine conferì a Wrex il premio "Sidekick of the Year", affermando che "Dialoghi brillanti, doppiaggio perfetto e incredibile tempismo comico hanno reso Wrex la lucertola corazzata gigante più affascinante, divertente e semplicemente fantastica che abbiamo mai (praticamente) incontrato".  L'elenco dei "10 migliori compagni di videogiochi" di VideoGamer.com lo collocò al settimo posto, definendolo "il suo personaggio preferito di Mass Effect", notando l'umorismo nella sua sete di sangue. Adam Biessener di Game Informer lo posizionò secondo nel suo articolo "The Top 5 Wingmen Of The Decade", commentando come la sua qualità di scrittura lo separasse da altri "brusiers" stereotipati e Dakota Grabowski di GameZone lo collocò sesto nella sua lista dei migliori compagni di BioWare, rilevando il "valore dell'intrattenimento" nelle sue conversazioni. Allo stesso modo Steven Hopper, per IGN, lo elencò come il terzo miglior compagno di squadra nei giochi di Mass Effect, definendolo "testardo" e "duro come le unghie".  In un articolo del 2016, PC Gamer classificò Wrex il terzo miglior compagno della serie Mass Effect e Green Man Gaming lo inserì nella sua top 5 dei migliori personaggi del franchise di Mass Effect.
La sua situazione di stallo e potenziale morte nel primo capitolo attirò l'attenzione. Riflettendo sulla situazione, Anthony Burch affermò di essere stato motivato a ricaricare un salvataggio precedente dopo che Wrex morì inaspettatamente durante lo stallo nella missione di Virmire, non essendo a conoscenza di poterlo salvare e confrontando l'esperienza di entrambi gli scenari nel modo seguente disse: "Ero un po' felice ma annoiato dalla natura spericolata della sopravvivenza di Wrex, mentre dall'altro ero scioccato ed emotivamente commosso, eppure rattristato, dalla sua morte". Concluse che per Mass Effect "ogni conseguenza è più o meno progettata per soddisfare il giocatore, la trama e le meccaniche di gioco servono sempre a soddisfare i desideri" e che il fattore decisivo del destino di Wrex è sempre stato ben sotto il controllo del giocatore: "più hai mostrato al gioco quanto tieni a Wrex, meno è probabile che venga ucciso".
Ryan Hodge, scrivendo per GamesRadar, definì Wrex uno dei "tradimenti più strazianti del gioco", commentando "La parte più straziante del tradimento di Wrex è che non voleva farlo. Non era per niente malvagio o addirittura costretto".  In un articolo intitolato "La vita più dura o la scelta della morte nell'universo dei giochi", Stephen Totilo di Kotaku definì la scelta "scioccante", sottolineando come non esistesse una risposta ovvia al dilemma.  Toby McCasker, scrivendo per IGN, sentì una "fitta di incertezza" quando uccise Wrex, nata non a causa della sua "brutalità", ma riguardo al suo sentimento di aver fatto la scelta sbagliata. Notò di nuovo un senso di "spostamento narrativo" quando incontrò Urdnot Wreav nel secondo capitolo.  Il membro dello staff di PC Gamer, Chris Livingstone, affermò che l'unica volta che annullò uno degli eventi di Mass Effect nei suoi salvataggi fu, "nel primo gioco, quando una discussione portò a uccidere Wrex. Non potrei conviverci. Non c'è modo. Wrex era troppo bello per morire".